# Namasakata
Namasakata ist ein Verwaltungsbezirk (Ward) des Distrikts Tunduru in der tansanischen Region Ruvuma.

## Geografie
Namasakata liegt im Süden von Tansania etwa 15 Kilometer Luftlinie südöstlich der Distrikthauptstadt Tunduru. Der Bezirk grenzt im Norden an Ligoma, im Osten an Misechela, im Süden an Lukumbule und Mtina und im Westen an Tuwemacho. Bei der Volkszählung 2022 lebten 12.436 Menschen in 3630 Haushalten auf einer Fläche von 261 Quadratkilometern.

## Gliederung
Der Bezirk besteht aus sechs Gemeinden (Mtaa) mit 54 Orten (Kitongoji):
| Namasakata - Songambele - Ushirika - Mageuzi - Nguvukazi - Umoja - Afya - Faru - Ujenzi - Ulinzi - Mapambano | Amani - Chawisi A - Chawisi B - Mnaweni A - Mnaweni B - Tegemeo - Sengenyeni - Mbuyuni - Mlimani - Mapinduzi - Afya - Msinjewe | Mchengamoto - Mchangamoto A - Mchangamoto B - Muungano - Mchungwa - Imani - Chawisi - Nguvukazi - Sokoine - Nyerere - Ujirani Mwema - Mapambano | Naikula - Gulioni - Chinjala - Mwidadi - Mbwawalima - Ngwanyinji - Mkumbe - Mpanjwa - Hospitali - Chiwana | Mkotamo - Shuleni - Sokoni - Misufini - Nyasime | Mkasale - Chabruma - Muungano - Mtumbati - Msikitini - Machimbo - Kituoni - Mchenjeuka - Mapinduzi - Jiungeni |

## Wirtschaft und Infrastruktur
- Bildung: Die Namasakata Secondary School ist eine staatliche weiterführende Schule, die rund 150 Mädchen und Burschen bis zur 4. Stufe ausbildet.[8]
- Gesundheit: In der Gemeinde Mkasale befindet sich ein staatliches Gesundheitszentrum.[9] In den Gemeinden Namasakata und Mchengamoto liegt je eine staatliche Apotheke.[10][11]